# 爱尔福特市政厅

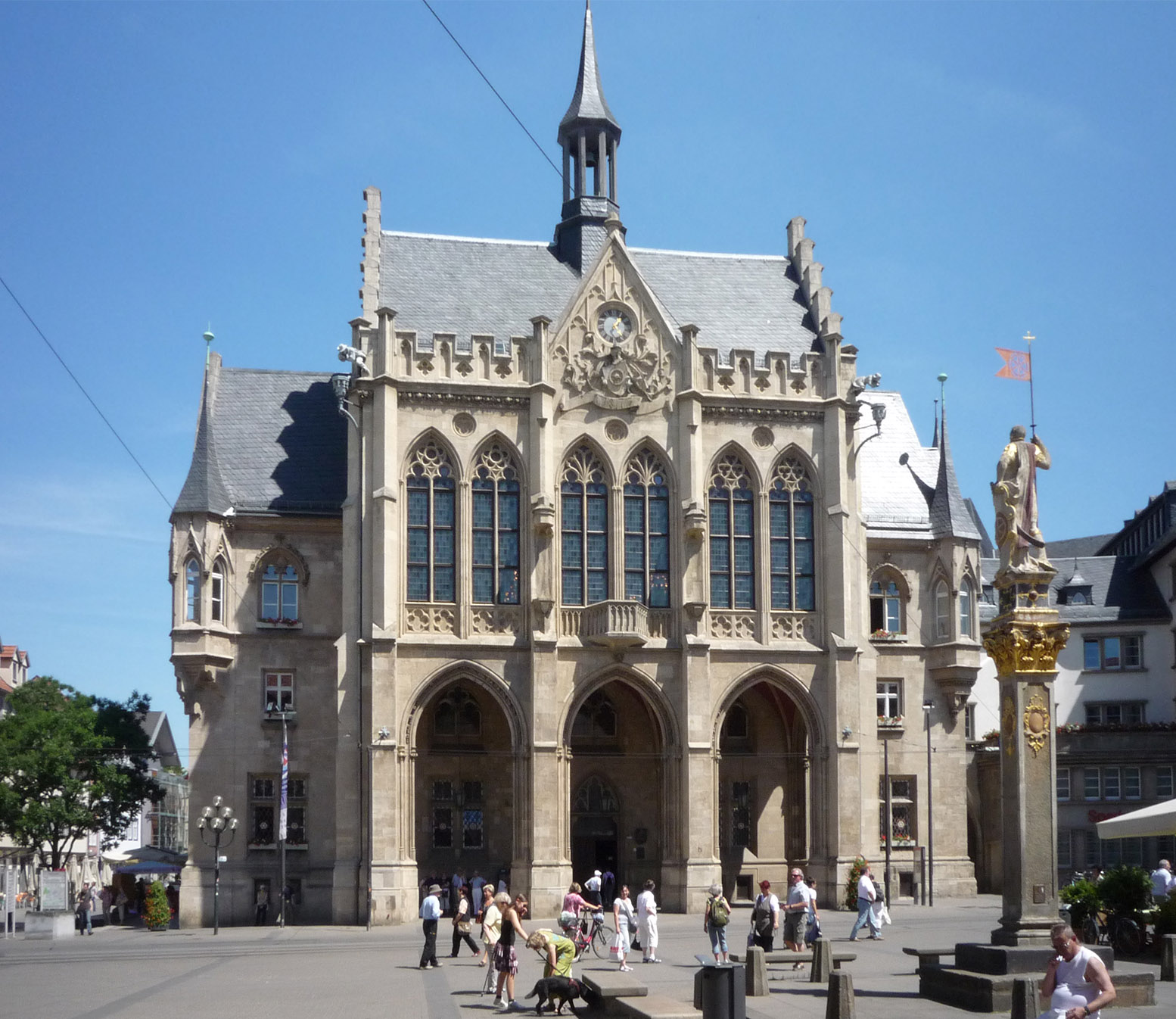
愛爾福特市政廳

爱尔福特市政厅（德語：Rathaus）是德國城市爱尔福特的市政廳。爱尔福特市政廳的歷史可以追溯至11世紀。現在的市政廳建築竣工於1882年。

## 外部連結
- Rathaus (mit Altem Rathaus und Wandbildern) auf erfurt-web （页面存档备份，存于）